# سندرم سکل
سندرم سکل یا کوتولگی آغازین میکروسفالیک (به انگلیسی: Seckel syndrome)(که با نام‌های «کوتولگی سر پرنده‌ای»، «سندرم هارپر»، «کوتولگی ویرچو–سکل» و «کوتولگی سر پرنده‌ای سکل» نیز شناخته می‌شود) یک اختلال بسیار نادر و مادرزادی در دسته کوتولگی‌های نانوسومیک است که الگوی توارث آن اتوزومال مغلوب می‌باشد. این بیماری با محدودیت رشد داخل رحمی و کوتولگی پس از تولد همراه است و مشخصه‌های آن شامل جمجمه کوچک، صورت باریک و پرنده‌مانند با بینی منقار شکل، چشم‌های بزرگ با شکاف پلکی رو به پایین، عقب‌رفتگی فک پایین (رتروگناتیسم) و ناتوانی ذهنی می‌باشد.
یک مدل حیوانی موشی برای این سندرم ایجاد شده است که کمبود شدید پروتئین ATR (Ataxia telangiectasia and Rad3 related) را نشان می‌دهد. موش‌های مبتلا دارای سطوح بالای استرس تکثیر و آسیب دی‌ان‌ای هستند و در سنین بالغی علائم پیری زودرس را نشان می‌دهند. این یافته‌ها با نظریه آسیب DNA به عنوان عامل پیری سازگار است.

## علائم و نشانه‌ها
علائم اصلی سندرم شامل موارد زیر است:
- ناتوانی ذهنی (بیش از نیمی از بیماران ضریب هوشی کمتر از ۵۰ دارند)
- میکروسفالی (کوچکی جمجمه)
- گاهی پان‌سیتوپنی (کاهش سلول‌های خونی)
- کریپتورکیدیسم (عدم نزول بیضه‌ها) در پسران
- وزن کم هنگام تولد
- دررفتگی مفصل لگن و آرنج
- چشم‌های بزرگ غیرعادی
- نابینایی یا اختلال بینایی
- گوش‌های بزرگ و پایین‌افتاده
- چانه کوچک ناشی از عقب‌رفتگی فک پایین

## ژنتیک
سندرم سکل عمدتاً ناشی از نقص در ژن‌های واقع در کروموزوم‌های ۳ و ۱۸ است. یکی از فرم‌های سندرم به دلیل جهش در ژن پروتئین ATR که در کروموزوم ۳q22.1–q24 قرار دارد، ایجاد می‌شود. این ژن نقش کلیدی در پاسخ سلولی به آسیب DNA و ترمیم آن دارد.
انواع مختلف سندرم سکل شامل موارد زیر است:
| نوع    | OMIM                                                | ژن     | موقعیت کروموزومی |
| ------ | --------------------------------------------------- | ------ | ---------------- |
| SCKL1  | Online 'Mendelian Inheritance in Man' (OMIM) 210600 | ATR    | 3q23             |
| SCKL2  | Online 'Mendelian Inheritance in Man' (OMIM) 606744 | RBBP8  | 18q11            |
| SCKL4  | Online 'Mendelian Inheritance in Man' (OMIM) 613676 | CENPJ  | 13q12            |
| SCKL5  | Online 'Mendelian Inheritance in Man' (OMIM) 613823 | CEP152 | 15q21.۱          |
| SCKL6  | Online 'Mendelian Inheritance in Man' (OMIM) 614728 | CEP63  | 3q22.۲           |
| SCKL7  | Online 'Mendelian Inheritance in Man' (OMIM) 614851 | NIN    | 14q22.۱          |
| SCKL8  | Online 'Mendelian Inheritance in Man' (OMIM) 615807 | DNA2   | 10q21.۳          |
| SCKL9  | Online 'Mendelian Inheritance in Man' (OMIM) 616777 | TRAIP  | 3p21.۳۱          |
| SCKL10 | Online 'Mendelian Inheritance in Man' (OMIM) 617253 | NSMCE2 | 8q24.۱۳          |
| SCKL11 | Online 'Mendelian Inheritance in Man' (OMIM) 620767 | CEP295 | 11q21            |

## تشخیص
تشخیص این سندرم بر اساس چهار معیار اصلی است:
1. کوتولگی مادرزادی و تأخیر رشد پس از تولد
2. میکروسفالی، چشم‌های بزرگ، بینی منقار مانند، صورت باریک، عقب‌رفتگی فک پایین و مال‌اکلوژن دندانی
3. ناتوانی ذهنی
4. فقدان جسم پینه‌ای مغز و وجود کیست‌های مغزی

دیگر علائم حمایتی می‌توانند شامل کم‌خونی، پان‌سیتوپنی، شکاف لب و کام، اسکولیوز یا کیفواسکولیوز باشند.
آزمایش ژنتیکی برای تأیید تشخیص توصیه می‌شود.

## درمان
در حال حاضر درمان قطعی برای سندرم سکل وجود ندارد و درمان‌های ارائه شده عمدتاً علامتی و حمایتی هستند. درمان‌ها شامل مراقبت‌های حمایتی، کمک‌های آموزشی، فیزیوتراپی و مدیریت مشکلات پزشکی است.

## تاریخچه
این سندرم برای نخستین بار توسط پزشک آلمانی- آمریکایی هلموت سکل (Helmut Paul George Seckel (1900–1960))در سال ۱۹۶۰ شرح داده شد.